# Vera Brezjneva
Vira Viktorivna Haloesjka (Oekraïens: Віра Вікторівна Галушка, Russisch: Вера Викторовна Галушка; Dnjeprodzerzjinsk, 3 februari 1982), alias Vera Brezjneva (Russisch: Вера Брежнева), is een Oekraïense zangeres, actrice en televisiepresentatrice.

## Biografie
Vera Brezjneva werd geboren als Vira Haloesjka in de Oekraïense stad Dnjeprodzerzjinsk als tweede dochter van een Russische vrouw en een Oekraïens-Russische man. Haar beide ouders waren arbeiders in een chemische fabriek. Haloesjka had in eerste instantie rechten willen studeren, maar ging uiteindelijk naar de Nationale Universiteit voor Spoorwegtransport in Dnipropetrovsk en studeerde daar af als econoom.
In 2003 werd Haloesjka, nu onder het alias Brezjneva, aangeduid als het nieuwe lid van VIA Gra, als opvolger van Aljona Vinnitskaja. Brezjneva bleef vier jaar lang in VIA Gra en het trio Brezjneva, Granovskaja en Sedokova werd de Gouden formatie genoemd. In december 2007 maakte ze bekend dat ze de groep voorgoed verliet.
Hierna ging Brezjneva verder met een solocarrière. Haar eerste single, Ja ne igrajoe, kwam mei 2008 uit en kwam hoog in de Russische hitlijsten terecht. De tweede solosingle van Brezjneva genaamd Nirvana boekte echter minder succes.
Brezjneva speelde Katja in de Russischtalige romantische komedie Ljoebov v bolsjom gorode in 2009 en zong een gelijknamig liedje voor de soundtrack van de film. Brezjneva speelde Katja ook in het tweede deel dat uitkwam in 2010 en in het derde deel dat in 2013 uitkwam.
In 2010 zong ze het liedje Ljoebov spasjot mir dat zowel in Oekraïne als in Rusland bovenaan in de hitlijsten stond. Later dat jaar herhaalde ze dat met het duet Lepestkami sljoz, dat ze met de Moldavische zanger Dan Bălan zong. In november 2010 bracht ze haar debuutsoloalbum Ljoebov spasjot mir uit.
In 2014 werd Brezjneva ambassadeur van de Verenigde Naties voor het bewaken mensenrechten en het tegengaan van discriminatie van hiv-positieve vrouwen in Centraal-Azië en Oost-Europa. Daarbij startte ze ook haar eigen stichting Loetsj Very voor kinderen met kanker of bloedziektes.

## Privéleven
Haloesjka beviel van haar eerste dochter Sonja in 2001. In november 2006 trouwde ze met de Oekraïense zakenman Michail Kiperman en hun dochter werd in december 2009 geboren. In oktober 2012 maakte het koppel hun scheiding bekend. In 2015 trouwde ze met Konstantin Meladze.

## Discografie

### Albums

#### Albums met VIA Gra
- 2003 - Stop! Snjato!
- 2003 - Biologia
- 2003 - Stop! Stop! Stop!
- 2007 - L.M.L.

#### Soloalbums
- 2010 - Ljoebov spasjot mir
- 2015 - Ververa

### Singles
- 2008 - Ja ne igrajoe
- 2008 - Nirvana
- 2009 - Ljoebov v bolsjom gorode
- 2010 - Ljoebov spasjot mir
- 2010 - Pronto (met Potap)
- 2010 - Lepestkami sljoz (met Dan Bălan)
- 2011 - Realnaja zjinz
- 2011 - Sexy Bambina
- 2012 - Bessonnitsa
- 2012 - Isjtsjoe tebja
- 2012 - Ljoebov na rasstojanii (met DJ Smash)
- 2013 - Chorosji den
- 2013 - Skazji
- 2014 - Dobroje oetra
- 2014 - Loena (met Artoer Pirozjkov)
- 2014 - Devotsjka moja
- 2015 - Mamotsjka
- 2016 - Nomer 1
- 2016 - Feel